# Ellen Allien
Ellen Allien, eredeti nevén Ellen Fraatz, német elektro dj, zenész és producer a BPitch Control kiadócsoport alapítója. Berlinben, Németországban él. Mind angolul, mind németül énekel és ad elő. Saját bevallása szerint zenéje egyik fő ihletét a német újraegyesítés teremtette kultúra adja, amire a  Stadtkind és a Berlinette album címe is utal. Zenéjét nehéz bekategorizálni, leginkább  az IDM és techno sajátos keveréke amely megtalálja a maga helyét a klubokban, ugyanakkor számos experimentális elemet tartalmaz.

## Története
Egy év londoni tartózkodása során 1989-ben került közel az elektronikus zenéhez. Az irányzat Németországban épp Berlinbe való hazatérését követően vált népszerűvé. 1992-ben már rezidens dj-ként játszik a berlini Bunker, Tresor és E-Werk klubokban. Braincandy címmel saját műsort vezet az újraegyesülő főváros Kiss-FM rádióállomásán majd saját kiadót hoz létre azonos névvel. A lemezeladások visszaszorulásával újabb tevékenységbe kezd és B Pitch név alatt partikat szervez 1997-től. Legújabb kiadóját, a BPitch Controlt 1999-ben hozza létre. Első albumát, a  Stadtkindet 2001-ben, majd az Apparattal közös Berlinette-et 2003-ban adja ki.

## Diszkográfia

### Stúdióalbumok
- 2001 - Stadtkind (BPC021)
- 2003 - Berlinette (BPC065)
- 2004 - Remix Collection (BPC080)
- 2005 - Thrills (BPC106)
- 2006 - Orchestra of Bubbles (BPC125)
- 2008 - Sool (BPC175)
- 2010 – Dust (BPC217)
- 2013 – LISm (BPC264)
- 2017 – Nost (BPC330)
- 2019 – Alientronic (BPX001)
- 2020 – AurAA (BPX009)

### EP-k
- 1995 - „Ellen Allien EP" (XAMP03)
- 1995 - „Yellow Sky Vol. II" (MFS7074-0)
- 1997 - „Be Wild" (BRAINCANDY002)
- 1997 - „Rockt Krieger" (BRAINCANDY003)
- 2000 - „Last Kiss '99" (BPC008)
- 2000 - „Dataromance" (BPC013)
- 2001 - „Dataromance" (Remixes) (BPC029)
- 2001 - „Stadtkind" (Remixes) (BPC030)
- 2002 - „Erdbeermund" (BPC041)
- 2003 - „Trash Scapes" (Remixes) (BPC066)
- 2003 - „Alles Sehen" (Remixes) (BPC073)
- 2004 - „Astral" (BPC085)
- 2005 - „Magma" (BPC105)
- 2005 - „Your Body Is My Body" (BPC113)
- 2006 - „Just A Man/Just A Woman" (with Audion) (SPC36)
- 2006 - „Down" (Remixes) (BPC116)
- 2006 - „Turbo Dreams" (BPC124)
- 2006 - „Way Out" (Remixes) (BPC129)
- 2006 - „Jet" (Remixes) (BPC135)
- 2007 - „Go" (BPC160)
- 2008 – „Sprung / Its" (BPC176)
- 2008 – „Out Remixes" (BPC178)
- 2008 – „Elphine Remixes" (BPC181)
- 2008 – „Ondu / Caress" (BPC186)
- 2009 – „Lover" (BPC199)
- 2010 – „Pump" (BPC209)
- 2010 – „Flashy Flashy" (BPC216)
- 2011 – „Dust (remixes)" EP  (BPC232)
- 2014 – „Freak" EP  (BPC300)
- 2015 – „Allien RMXS" (BPC313)
- 2015 – „High" (BPC315)
- 2016 – „Turn Off Your Mind" (BPC324)
- 2016 – „Landing XX" (BPC328)
- 2018 – vTake A Stand" (NONPLUS064)
- 2019 – „Ufo" (UFO INC001)
- 2019 – „La Música Es Dios" (UFO INC003)

### Mix albumok
- 2001 - Flieg mit Ellen Allien ("Fly with Ellen Allien")
- 2002 - Weiss.Mix ("White mix")
- 2004 - My Parade
- 2007 - Fabric 34: Ellen Allien
- 2007 - Time Out Presents - The Other Side: Berlin
- 2007 - Bpitch Control Camping Compilation 03
- 2008 - Boogybytes, vol. 04
- 2010 – Watergate 05
- 2011 – On The Road Mix (Bpitch Control) – For the German issue of DJMag

### Remixek
- 1996 - Gut-Humpe - „Butterpump (Ellen Allien rmx)"
- 1996 - Gut-Humpe - „Butter (Ellen Allien dub)"
- 2001 - Malaria! - „Eifersucht (Ellen Allien rmx)"
- 2001 - Miss Kittin & Goldenboy - „Rippin Kittin (Ellen Allien rmx)"
- 2001 - PeterLicht - „Die Transsylvanische Verwandte Ist Da (Ellen Allien Fun Maniac mix)"
- 2002 - Covenant - „Bullet (Ellen Allien rmx)"
- 2003 - Apparat - „Koax (Ellen Allien rmx)"
- 2003 - Barbara Morgenstern - „Aus Heiterem Himmel (Ellen Allien rmx)"
- 2003 - OMR - „The Way We Have Chosen (Ellen Allien rmx)"
- 2003 - Sascha Funke - „Forms And Shapes (Ellen Allien rmx)"
- 2003 - Vicknoise - „Chromosoma 23 (Ellen Allien rmx)"
- 2004 - Gold Chains - „Let's Get It On (Ellen Allien rmx)"
- 2004 - Gudrun Gut - „Butterfly (Ellen Allien Butter dub mix)"
- 2004 - Miss Yetti - „Marguerite (Ellen Allien rmx)"
- 2004 - Neulander - vSex, God + Money (Ellen Allien rmx)"
- 2005 - George Thompson - vLaid Back Snack Attack (Ellen Allien Via mix)"
- 2006 - Audion - „Just A Man (Ellen Allien rmx)"
- 2007 - Beck - „Cellphone's Dead (Ellen Allien rmx)"
- 2007 - Louderbach - „Season 6 (Ellen Allien Away rmx)"
- 2007 - Safety Scissors - „Where Is Germany And How Do I Get There (Ellen Allien Germany rmx)"
- 2009 - Uffie - „Pop The Glock (Ellen Allien Bang The Glock Mix 2009)"
- 2010 – We Love – „Hide Me (Ellen Allien Remix)" (BPitch Control)
- 2011 – Moderat – „Seamonkey (Ellen Allien Remix)" (BPitch Control)
- 2011 – AUX 88 – „Real To Reel (Ellen Allien Remix)" (Puzzlebox Records)
- 2012 – Telefon Tel Aviv – „The Birds (Ellen Allien Remix)" (BPitch Control)
- 2014 – Shinedoe – „Panomanic (Ellen Allien Remix)" (Intacto Records)
- 2017 – Skinnerbox – „Gender (Ellen Allien Remix)" (Turbo)
- 2017 – Depeche Mode - vCover me (Ellen Allien U.F.O. Remix)" (Mute Records)
- 2018 – Mount Kimbie - „T.A.M.E.D. (Ellen Allien U.F.O. Rmx)" (Warp Records)
- 2019 – Loco Dice - „We're Alive (Ellen Allien About XX Remix)" (Desolat)
- 2019 – Shlømo - „Mercurial Skin (Ellen Allien Remix)" (Taapion Records)
- 2020 – Amotik - „Tetalis (Ellen Allien Remix)" (AMOTIK)

## Fordítás
- Ez a szócikk részben vagy egészben  az   Ellen Allien című angol Wikipédia-szócikk fordításán alapul.  Az eredeti cikk szerkesztőit annak laptörténete sorolja fel. Ez a jelzés csupán a megfogalmazás eredetét és a szerzői jogokat jelzi, nem szolgál a cikkben szereplő információk forrásmegjelöléseként.